# Milan Ogrizović
Milan Ogrizović (Segna, 11 febbraio 1877 – Zagabria, 25 agosto 1923) è stato un drammaturgo e scrittore croato, uno dei maggiori rappresentanti del simbolismo croato.

## Biografia
La carriera di studi di Ogrizović culminò con la laurea in filosofia e lettere, dopo di che insegnò per qualche anno a Zagabria e nel 1908 fu eletto deputato.
Come scrittore Ogrizović si caratterizzò non solamente per una spiccata personalità artistica, ma soprattutto per il talento versatile.
Aderì al movimento simbolista, e scrisse testi teatrali spesso intrisi di anticlericalismo.
Esordì con il dramma Anelito (Dah, 1901), di ispirazione ibseniana, incentrato sul conflitto tra una moglie insensibile e un marito scrittore idealista, messo in scena a Zagabria nel 1901, a cui seguirono gli atti unici Mattino di primavera (Proljetnojutro), Sera d'autunno (Jesenje veče ), Meriggio d'estate (Ljetno podne), Notte d'inverno (Zimska noć), pubblicati insieme nel volume Anno di amore  (Godina ljubavi, 1906).
I suoi lavori migliori furono Maledizione (Prokletstvo, 1907), basato sulla proposta di una fede intima e autentica al posto dell'esteriore formalismo della Chiesa, sullo sfondo di conflitti religiosi; La sposa di Hasan-agà (Hasanaginica, 1909), intriso di esotismo e di passionalità; Banović Strahinja (1912), dove il tema principale risultò quello dell'infedeltà che ostacola la tranquillità familiare; L'imperatore Diocleziano (Car Dućljan, 1913); Rivelazione  (Objavljenje, 1918), opera simbolista; La pelle del lupo (Vučina, 1921), in cui non mancarono atmosfere misteriose e cosmiche; tutti questi lavori si rivelarono brillanti drammatizzazioni di canti popolari, della storia nazionale o di leggende, e ricevettero ottimi consensi.
Inoltre Ogrizović adattò per il palcoscenico un romanzo di Eugen Kumičić, e il poema di Ivan Mažuranić, La morte di Smail-aga Čengić (Smrt Smail-age Čengića, 1920).
Pubblicò anche un libro di storia del teatro croato, intitolato Cinquant'anni di teatro croato (Pedeset godina hrvotskog kazališta, 1910).

## Opere
- Anelito (Dah, 1901);
- Anno di amore  (Godina ljubavi, 1906):
  - Mattino di primavera (Proljetnojutro);
  - Sera d'autunno (Jesenje veče );
  - Meriggio d'estate (Ljetno podne);
  - Notte d'inverno (Zimska noć);
- Maledizione (Prokletstvo, 1907);
- La sposa di Hasan-agà (Hasanaginica, 1909);
- Banović Strahinja (1912);
- L'imperatore Diocleziano (Car Dućljan, 1913);
- Rivelazione  (Objavljenje, 1918);
- La pelle del lupo (Vučina, 1921).